# ولان
ولان روستایی در دهستان تفتان جنوبی بخش مرکزی شهرستان تفتان استان سیستان و بلوچستان ایران است.

## وجه تسمیه
معنی لغوی کلمه ولان به محلی که گل‌های زرد رویش کند می‌باشد.
این روستای کوهپایه ای که در دره ای نسبتاً عمیق بین تمندان و سردریا بافاصله ۵۰ کیلومتری شهرستان خاش و غرب کوه تفتان قرار دارد.
چشمه سارهای زیبا و باغات آلوی ولان در بهار و تابستان بسیار چشم‌نواز است. زمستان این منطقه هم اکثراً سرد و پوشیده از برف می‌باشد که دیدن آن خالی از لطف نیست.
ولان را در قدیم محل سکونت میر کمبر (قنبر) یکی از حاکمان نامی منطقه در اوایل دوره قاجاریه می‌دانند که خود وپدرانشان چندین قرن تا قبل از میر کمبر در منطقه سکونت و حکمرانی موروثی داشته‌اند، یکی از مکان‌های معروف منطقه کوه میر کمبر (میر قنبر) می‌باشد.
روستای ولان به دلیل قرار گرفتن در دره دارای طول زیادی است وکم عرض می‌باشد که رودخانه فصلی ولان به سمت خاش سرازیر می‌گردد و در زمان پرآبی به بخش جنوب شرق شهرستان خاش جاری می‌گردد.

## جمعیت
بر پایه سرشماری عمومی نفوس و مسکن در سال ۱۳۹۵ جمعیت این روستا ۲۷۰ نفر (۷۵خانوار) بوده‌است.